# 竹南街

竹南街役場和初代街長林萬吉

竹南街為台灣日治時期1940年至1945年間存在之行政區，轄屬新竹州竹南郡，亦為竹南郡的行政中心。即今苗栗縣竹南鎮。

## 行政區劃
1899年10月13日，竹南地區設置了台北縣辨務署第18區、第19區，並設有區役場。1901年11月1日，其改為新竹廳第18區、第19區。1904年11月1日，其改為新竹廳第17區。1910年2月1日，其改稱為新竹廳中港區，區內有竹南一堡之三角店庄、中港街、公館仔庄、海口庄、崎頂庄、營盤邊、大埔庄、口公館庄、鹽館前庄。
1920年10月，中港區改制為竹南庄，「三角店庄」改稱「竹南」，轄域內分為竹南、中港、公館子、海口、崎頂、營盤邊、大埔、口公館、塩館前等9個大字。1940年6月17日，竹南庄改制為竹南街，行政區劃不變。
- 營盤邊大字下有「營盤邊」、「山寮」小字名
- 海口大字下有「海口」、「港子墘」小字名
- 大埔大字下有「頂大埔」、「中大埔」小字名
- 鹽館前大字下有「鹽館前」、「山子坪」、「大厝」小字名[2]

## 交通
- 竹南車站
- 崎頂車站

## 教育
- 新竹州立農業傳習所

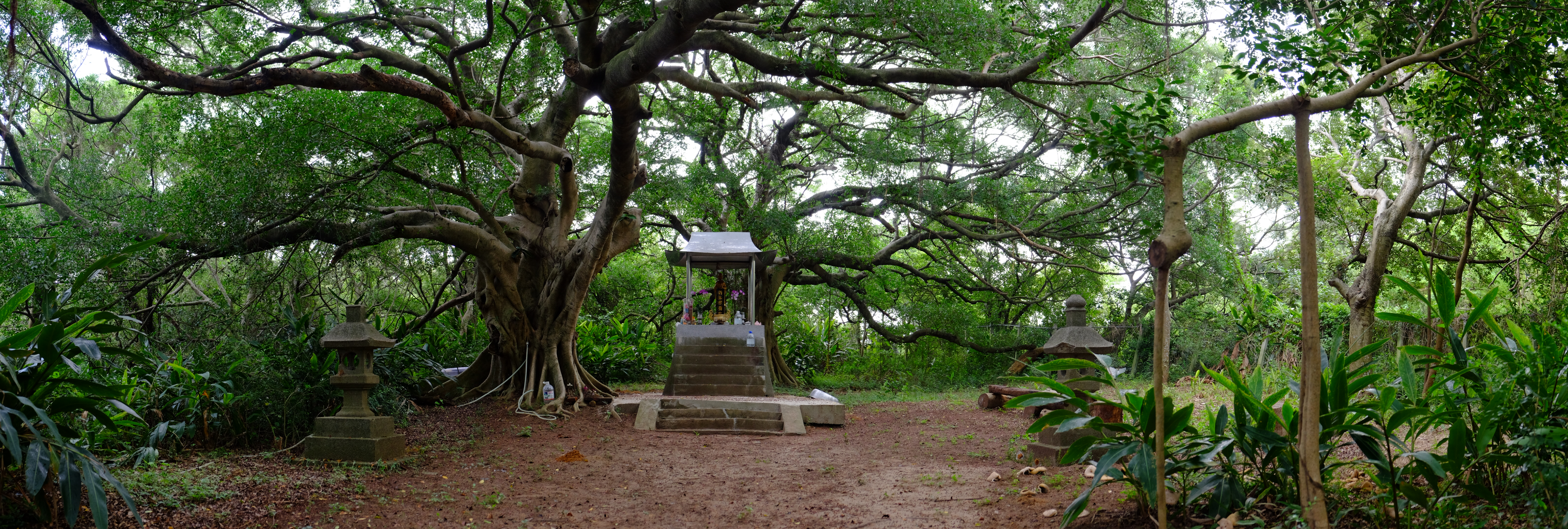
農業傳習所內的崎頂神社

- 竹南尋常高等小學校→竹南國民學校（今苗栗縣立竹南國民中學）
- 竹南公學校→竹南宮前國民學校（今苗栗縣竹南鎮竹南國民小學）

## 設施

竹南郡役所

竹南武德殿

- 竹南郡役所

- 竹南街役場
- 竹南郵便局
- 台北地方法院竹南出張所
- 臺灣總督府稅關中港監視署
- 竹南帽子檢查所
- 新竹州水產會中港魚市場
- 竹南武德殿

- 竹南街立圖書館
- 竹南水利組合
- 竹南神社
- 台灣合同電器株式會社竹南營業所
- 台灣商工銀行竹南支店
- 臺灣新聞社竹南出張所
- 帝國製糖竹南製糖所
- 國際通運株式會社竹南出張所

## 名勝舊跡
- 崎頂海水浴場
- 竹南海水浴場
- 北白川宮能久親王尖筆山司令所
- 北白川宮能久親王中港御舍營所（陳汝厚宅）